# 弗林克 (加利福尼亞州)
弗林克（英語：Frink）是位於美國加利福尼亞州因皮里爾縣的一個非建制地區。該地的面積和人口皆未知。

## 地理
弗林克的座標為33°21′45″N 115°38′53″W / 33.36250°N 115.64806°W，而該地的平均海拔高度為-52米（即-171英尺）。